# Maria Valtorta
Maria Valtorta (Caserta, 14 de marzo de 1897 - Viareggio, 12 de octubre de 1961) fue una poeta, filósofa, escritora y mística italiana que afirmaba recibir dictados y tener visiones acerca de la vida de Jesús.En 2025, la Santa Sede declaró que sus escritos no eran de origen sobrenatural y advirtió sobre su difusión.

## Biografía

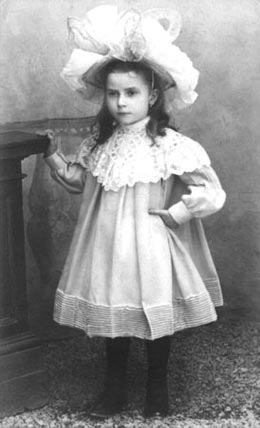
Maria Valtorta a los 5 años, 1902

Maria Valtorta nació en Caserta, en la región de Campania, Italia, única hija de padres de la región de Lombardía, su padre nació en Mantua y su madre en Cremona. Su padre, Giuseppe, estaba en la caballería italiana y su madre, Iside, era una profesora de francés. A los 7 años se inscribió en el Instituto de las Hermanas Marcellianas y a los 12 años fue enviada a un internado de Monza administrado por las Hermanas de la Caridad. Como la familia se movió alrededor de Italia debido a la carrera militar de su padre, ella recibió una educación clásica en varias partes de Italia y se centró en la literatura italiana.
En 1913, cuando tenía unos 16 años, su padre se retiró y la familia se trasladó a Florencia. Afirmó que en 1916 tuvo una experiencia religiosa personal y sintió una cercanía a Dios que transformó su vida. En 1917, durante la Primera Guerra Mundial, se ofreció como enfermera samaritana y durante 18 meses trabajó en el hospital militar de Florencia.
En su juventud, Valtorta viajó alrededor de Italia debido a la carrera militar de su padre. Su padre finalmente se estableció en Viareggio. El 17 de marzo de 1920, a la edad de 23 años, mientras caminaba en una calle con su madre, un joven delincuente le golpeó en la espalda con una barra de hierro sin razón aparente. Como resultado de esa lesión, fue confinada a la cama durante tres meses. A pesar de que parecía haberse recuperado, y fue capaz de moverse por más de una década después, las complicaciones de ese incidente finalmente la confinaron a la cama durante 28 años, desde abril de 1934 hasta el final de su vida. Su vida espiritual fue influenciada por la lectura de la autobiografía de Santa Teresa de Lisieux y, en 1925, a la edad de 28 años, antes de convertirse en postrada, se ofreció a Dios como alma víctima.
Sin haber jamás visitado Tierra Santa ni cursado estudios teológicos, entre los años 1943 y 1950, escribió extensamente sobre temas de religión y relatos de la vida de Jesús y María en la tierra. Maria Valtorta afirmaba que estos relatos le fueron dictados por Jesús, por la Virgen María o en visiones celestiales, sin añadir nada de su parte. Toda su obra ha sido objeto de controversia, por lo cual fue sometida a la aprobación formal otorgada por el Obispo Roman Danylak en la Ciudad de Roma, el 13 de febrero de 2002.
El director espiritual de Maria Valtorta, miembro de la congregación de los Siervos de María, el padre Migliorini, y el obispo Roman Danilak posibilitaron que estos escritos salieran a la luz y fueran publicados. Monseñor Danylak dijo en su escrito de otorgamiento de Nihil Obstat e Imprimátur al Poema del hombre Dios (aprobación de la obra y de la publicación, respectivamente): “Digo que no hay nada objetable en el Poema del hombre Dios y en todos los demás escritos de Valtorta en lo que respecta a la fe y la moral”.
Valtorta vivió la mayor parte de su vida postrada en Viareggio, Italia, donde murió en 1961. Esta enterrada en el claustro de la basílica de Santissima Annunziata en Florencia.

### Residencia en Viareggio
En 1924, su familia se trasladó de Florencia para establecerse en la cercana ciudad de Viareggio, en la costa de la Toscana. Después de establecerse en Viareggio, casi nunca salió de esa ciudad. En Viareggio llevaba una vida dominada por la soledad y, a excepción de excursiones ocasionales a la orilla del mar y al bosque de pinos, sus días consistían principalmente en hacer las compras diarias del hogar y visitar el Santísimo Sacramento en la iglesia.
Influenciada por la autobiografía de Teresa, el 28 de enero de 1925 (varios años antes de estar postrada) hizo el voto de ofrecerse a Dios como alma víctima y de renovar ese ofrecimiento a Dios cada día. Más tarde, en 1943, después de leer acerca de la vida de San Juan Vianney escribió que ella también lo consideraba un alma víctima. En 1931 tomó votos privados de castidad, pobreza y obediencia.
El último día en que Valtorta pudo salir de su casa por su cuenta, a pesar de su alto nivel de fatiga, era el 4 de enero de 1933. Desde el 1 de abril de 1934 ya no podía abandonar su cama. En 1935, un año después de que ella estaba acostada en la cama, Martha Diciotti comenzó a cuidarla. El padre de Valtorta murió en 1935 y su madre en 1943, después de lo cual estuvo mayormente sola en la casa, con Martha Diciotti cuidándola hasta el final de su vida. A excepción de una breve evacuación en tiempos de la guerra a Sant 'Andrea di Compito en Lucca, de abril a diciembre de 1944, durante la Segunda Guerra Mundial, el resto de su vida se pasó en su cama en 257 Via Antonio Fratti en Viareggio. 
En 1942, Valtorta fue visitada por el padre Romuald M. Migliorini, de las Siervas de María, que se convirtió en su director espiritual. Como sacerdote misionero, el padre Migliorini había sido previamente vicario apostólico en Suazilandia, África. A principios de 1943, cuando Valtorta enfermó durante nueve años, el padre Migliorini le sugirió que escribiera sobre su vida y en unos dos meses, había producido varios cientos de páginas manuscritas para su confesor, que se convirtió en la base de su autobiografía.

### Informes de visiones
En la mañana del 23 de abril de 1943, Viernes Santo, Valtorta informó de una voz que de repente le hablaba y le pedía que escribiera. Desde su dormitorio llamó a Marta Diciotti, le mostró la hoja en sus manos y dijo que "algo extraordinario" había sucedido. Diciotti llamó al padre Migliorini sobre el "dictado" que Valtorta había informado. El padre Migliorini le pidió que anotara cualquier otra cosa que ella "recibiera" y con el tiempo le proporcionó cuadernos para escribir.
A partir de entonces, Valtorta escribió casi todos los días hasta 1947 y de forma intermitente en los años siguientes hasta 1951. Escribía con una pluma estilográfica en el cuaderno apoyado sobre sus rodillas y colocado sobre el tablero de escribir que había hecho. A veces llamaba a Marta para leerle lo que había escrito.
Sus cuadernos estaban fechados cada día, pero su escritura no estaba en orden, en que algunos de los últimos capítulos de El poema del hombre Dios fueron escritos antes de los primeros capítulos.

### Cuadernos
Desde el 23 de abril de 1943, hasta 1951, produjo más de 15.000 páginas manuscritas en 122 cuadernos, en su mayoría detallando la vida de Jesús como una extensión de los evangelios. Sus cuadernos manuscritos, que contenían cerca de 700 episodios famosos en la vida de Jesús, fueron mecanografiados en páginas separadas por su sacerdote y reunidos, convirtiéndose en la base de su libro de 5.000 páginas El poema del hombre Dios. Las visiones reputadas dan un relato detallado de la vida de Jesús desde su nacimiento a la Pasión con más elaboración que los Evangelios proporcionan. Por ejemplo, mientras el Evangelio incluye algunas frases sobre las Bodas de Caná, el texto incluye unas pocas páginas y narra las palabras pronunciadas entre las personas presentes. Las visiones reputadas también describen los muchos viajes de Jesús por toda Tierra Santa y sus conversaciones con personas como los apóstoles. Un geólogo, Vittorio Tredici, fue citado diciendo que su conocimiento detallado de los aspectos topográficos, geológicos y mineralógicos de Palestina parece inexplicable.
La Santa Sede colocó la obra en el Índice de Libros Prohibidos y el periódico vaticano L'Osservatore Romano acompañó la publicación de este decreto con un artículo que llamaba al libro "una vida mal documentada de Jesús".

## Publicación
Maria Valtorta se mostró al principio reticente a publicar sus cuadernos, pero, siguiendo el consejo de sus sacerdotes, el Padre Romualdo Migliorini y Corrado Berti de la Orden de los Servitas, acordaron en 1947 su publicación.
Poco después de abril de 1947, el Padre Berti presentó el primer ejemplar de la obra al papa Pío XII, quien el 26 de febrero de 1948 recibió a los Padres Migliorini y Berti, junto con su padre, Andrea Checchin, en audiencia especial, tal y como informó al día siguiente L'Osservatore Romano, el periódico vaticano. 
El permiso del ordinario del autor o del ordinario del lugar de la publicación o de la impresión era requerido para publicar tales libros y tenía que ser dado por escrito, Según el obispo Roman Danylak, los editores de la primera edición pretendiendo presentar visiones y revelaciones privadas, no habían sometido el trabajo a la previa aprobación eclesiástica. El obispo Danylak dijo que el cardenal Edouard Gagnon, escribiendo el 31 de octubre de 1987 al Centro de Investigación Maria Valtorta, habló de "la clase de Imprimatur oficial concedida ante los testigos por el Santo Padre en 1948", mientras el escritor David Michael Lindsey informa al cardenal Gagnon como diciendo: "Este juicio del Santo Padre en 1948 fue un Imprimatur oficial del tipo dado ante testigos". Confiado en la aprobación verbal del papa Pío XII, el Padre Berti en el mismo año 1948 ofreció El poema del hombre Dios a la Oficina de Imprenta del Vaticano, que sin embargo no lo publicó. En cambio, en 1949, el Santo Oficio convocó al Padre Berti y le ordenó entregar todas las copias y prometer no publicar la obra. El padre Berti entregó sus copias mecanografiadas, pero devolvió el texto manuscrito original a Maria Valtorta.
En 1950, Maria Valtorta firmó un contrato con el editor Emilio Pisani, quien entre 1956 y 1959 publicó la obra en cuatro volúmenes, el primero de ellos titulado El poema de Jesús y los otros El poema del hombre Dios.

### Reacción de La Santa Sede a la publicación no autorizada
El 16 de diciembre de 1959, la Congregación del Santo Oficio ordenó poner la obra de 4 volúmenes titulada El poema del hombre Dios en el Índice de Libros Prohibidos. El papa Juan XXIII aprobó el decreto y ordenó que se publicara la condena. El decreto fue promulgado por el Santo Oficio el 5 de enero de 1960. El decreto fue publicado también en L'Osservatore Romano del 6 de enero de 1960, acompañado de un artículo de primera plana bajo el título "Una vida mal traducida de Jesús". Después de la publicación de una segunda edición por el mismo editor, el periódico vaticano reedita el contenido del decreto el 1 de diciembre de 1961, junto con una nota explicativa.
El Cardenal Joseph Ratzinger, prefecto de la Congregación para la Doctrina de la Fe, en su carta 144/58 del 31 de enero de 1985, encomendó al Cardenal Giuseppe Siri, Arzobispo de Génova, la decisión de informar a un sacerdote de su arquidiócesis de que la obra de Valtorta fue colocada en el índice, que mantiene su fuerza moral, y que "se puede invertir la decisión de distribuir y recomendar una obra que no ha sido condenada a la ligera, sino sólo después de profundos cambios que neutralizan el daño que tal publicación podría producir entre los fieles ordinarios". El cardenal Siri no solamente informó al sacerdote, sino que también publicó (con el nombre del sacerdote eliminado) el texto de la carta del cardenal Ratzinger.
De nuevo en 1983, el cardenal Ratzinger escribió al obispo Raymond James Boland de Birmingham, Alabama, en respuesta a una carta que un miembro de la diócesis del obispo Boland le había enviado. Recordó las notas que la Congregación ya había emitido para la guía de los fieles y que habían sido publicadas en varios números de L'Osservatore Romano y afirmó que su Congregación había pedido a la Conferencia Episcopal Italiana que pidiera a la editorial que tuviera un descargo de responsabilidad impresa en los volúmenes que "indicasen claramente desde la primera página que las «visiones» y «dictados» a que se refiere en ella son simplemente las formas literarias utilizadas por el autor para narrar a su modo la vida de Jesús. No pueden ser considerados de origen sobrenatural".
La Conferencia Episcopal Italiana ya había cumplido con la petición de la Congregación: en la carta 324/92 de 6 de enero de 1992, recordó las notas sobre el asunto que habían aparecido en L'Osservatore Romano el 6 de enero de 1960 y el 15 de junio de 1966 solicitó que "en cualquier futura reimpresión de los volúmenes, cada uno de ellos, desde su primera página, afirme claramente que las "visiones" y los "dictados" a que se hace referencia en él no pueden considerarse de origen sobrenatural sino que deben ser considerados simplemente como literarios formas utilizadas por el autor para narrar a su manera la vida de Jesús".

### Reacción respecto al contenido
De acuerdo con el obispo Danylak, entre los impresionados por el trabajo en el Vaticano estaba el confesor del papa Pío XII, el padre (más tarde cardenal) Augustin Bea, quien más tarde escribió que encontró las partes de la obra que había leído "no sólo interesantes y agradables, pero verdaderamente edificante ". Un artículo en (The Wanderer, periódico El Vagabundo), que describe los libros como "prosa mal escrita, llena de conversaciones imaginadas entre Jesús, María, José y los Apóstoles que pueden ser, caritativamente, descrito como banal", dice que Bea era un consultor del Santo Oficio en el momento en que condenó el libro, al igual que el teólogo dominico Reginald Garrigou-Lagrange. El artículo además enumera siete razones por las que El poema del hombre Dios fue condenado:
- El libro contiene un imprimatur fraudulento, supuestamente otorgado por el papa Pío XII, y no tiene ningún imprimatur legítimo, que debe tener.
- Jesús y María están en marcado contraste con los Evangelios. "Jesús habla lo máximo como un charlatán, siempre dispuesto a proclamarse el Mesías y el Hijo de Dios o a compartir lecciones de teología con los mismos términos usados por un profesor moderno ... (y) la Santísima Virgen habla con abundancia como propagandista moderno".
- "Algunos pasajes son más bien osados y registran algunas descripciones y algunas escenas como las novelas modernas ... la lectura de pasajes como los citados, solamente con dificultad podría ser terminada sin peligro de daño espiritual.
- Hay "muchos errores históricos, geográficos, y otros.
- Hay numerosos errores teológicos en el libro, comenzando con lo que "Jesús dice acerca del pecado de Eva".
- "El trabajo habría merecido una condena ... si nada más, por razones de irreverencia".
- La autora reivindica la revelación, y la Iglesia decidió que no era revelación.

## Acerca de su obra
Fue autora de diversos cuadernos de apuntes, que componen la base de su obra fundamental, Il Poema dell'Uomo-Dio ("El poema del hombre-Dios", más tarde reimpreso con el título de El Evangelio como me ha sido revelado). Esta obra suscitó una importante polémica, ya que fue inicialmente aprobada para su impresión pero luego incluida en el Índice de Libros Prohibidos por Juan XXIII. La postura oficial de la Iglesia católica hacia las obras de Valtorta es todavía hoy en día ambigua.
Maria Valtorta escribió de una vez, sin un esquema preparatorio y sin rehacer sus escritos, más o menos quince mil páginas de cuaderno. Esta notable producción literaria está publicada en quince volúmenes, además de la Autobiografía. De ellos, diez encierran la obra mayor y cinco las obras menores. La obra mayor es El Evangelio como me ha sido revelado o Poema del Hombre-Dios.
Esta obra es un compendio de visiones que Maria Valtorta decía haber tenido de la vida de Jesús hace dos mil años, caminando junto a los apóstoles, junto a su madre, María.
En sus diez volúmenes narra el nacimiento y la infancia de María y de su hijo Jesús, los tres años de la vida pública de Jesús, su Pasión, muerte, Resurrección y Ascensión al Cielo, Pentecostés, los albores de la Iglesia y la Asunción de María.

### Controversia
Los partidarios de Valtorta argumentan que de acuerdo con el derecho canónico, el Pontífice Romano tiene pleno poder sobre toda la Iglesia, por lo tanto la aprobación inicial dada por el papa Pío XII anuló efectivamente cualquier decisión posterior del Santo Oficio, incluida la acción del Santo Oficio bajo su propio reinado y su posterior condena de la obra y su colocación en el Índice, incluso con la aprobación del papa Juan XXIII, en 1960.
En 1963, el papa Pablo VI sucedió a Juan XXIII y bajo su reinado, el Santo Oficio, con su nombre cambiado a Congregación Sagrada para la Doctrina de la Fe, abolió el Índice en 1965. Los seguidores de Valtorta argumentan que esto anuló la condena de 1959, ya que el Índice ya no existía después de 1965. Otros consideran que la abolición del Índice no invierte la opinión de la Iglesia sobre la obra. En 1960, el Santo Oficio condenó la obra, así como la colocó en el Índice; y el cardenal Joseph Ratzinger (más tarde el papa Benedicto XVI ), actuando como jefe de la Congregación en 1985 escribió que "el índice conserva su fuerza moral a pesar de su disolución". Los partidarios de Valtorta apuntan al hecho de que en diferentes momentos la lista de libros prohibidos incluía escritos de Jean-Paul Sartre, Voltaire, Jean-Jacques Rousseau, David Hume, René Descartes, Francis Bacon, John Milton y Blaise Pascal. otros, mientras que otros autores (como Karl Marx o Adolf Hitler ) nunca fueron puestos en el índice. 
El distribuidor canadiense de las obras de Valtorta, Leo A. Brodeur, ha argumentado que, por el momento, la posición oficial de la Iglesia Católica con respecto al libro es menos que clara. Mientras admitió que las "notas para la guía de los fieles" que el Cardenal Joseph Ratzinger mencionó como todavía válidas en su carta al Obispo Boland fueron severas condenas, vio en la solicitud que una renuncia de origen sobrenatural se inserta en los volúmenes un permiso implícito para publicarlas si van acompañadas de esa exención de responsabilidad. El permiso implícito, si esto es lo que era, no ha sido utilizado ni en italiano ni en inglés y Brodeur mismo se negó a aceptar que el contenido del libro no es de origen sobrenatural.
Anteriormente, el editor italiano Emilio Pisani comentó la carta del Cardenal Ratzinger al Cardenal Siri, que recordaba que el Index Librorum Prohibitorum, en el que se incluyó el libro, aún conservaba su fuerza moral y por eso era inoportuno circular y recomendar el libro, que había sido condenado para neutralizar el daño que podía causar a los fieles más desprevenidos. Pisani declaró que las últimas palabras, "los fieles más desprevenidos" - en el texto original, "i fedeli più sprovveduti" (los más incautos fieles) - significan que solamente los fieles más desprevenidos están excluidos del uso del libro.
El poema del hombre Dios también ha extraído críticas de una variedad de teólogos y escépticos que reclaman incoherencias internas, fricción con la Santa Sede y errores teológicos del relato bíblico del Evangelio y del dogma católico.
En cuanto al tema de la coherencia interna y la correspondencia con los Evangelios, los partidarios de Valtorta dicen que, desde San Agustín de Hipona se dirigió a la hipótesis agustiniana (que el Evangelio de Marcos usó el Evangelio de Mateo como fuente y que el Evangelio de Lucas utilizó Mateo y Marcos) en el siglo V, los eruditos religiosos han estado debatiendo cuestiones relacionadas con el orden de composición de los Evangelios, a veces sin una resolución clara. Tales debates aún se llevan a cabo entre expertos incluso en temas relacionados con los cánones de la Iglesia y los propios Evangelios canónicos. Los partidarios de Valtorta dicen que El poema del hombre Dios parece proporcionar soluciones a algunos debates sinópticos como los que se refieren a Lucas 22:66 y Mateo 26:57 sobre el Juicio de Jesús, proporcionando explicaciones simples que resuelven los conflictos. La explicación de Valtorta de que la ilegalidad de un juicio nocturno hacía necesaria la celebración de un juicio legal por la mañana fue propuesta por otros desde al menos el tiempo de André Marie Jean Jacques Dupin (1783-1865). Según el editor Valtorta, Emilio Pisani, el erudito de las Escrituras Gabriele Allegra expresó su apoyo al Poema del Hombre Dios y su correspondencia con el Evangelio. Se dice que Allegra escribió: "Considero que el trabajo de Valtorta exige un origen sobrenatural, creo que es producto de uno o más carismas y que debe estudiarse a la luz de la doctrina del carisma. " 
En 1972, se publicó otro libro de Maria Valtorta. El Libro de Azarías, como se le llama, es una serie de "lecciones" que ella presentó como le fue dictado por su ángel guardián Azarías. Cada una tomó como punto de partida una de 58 Misas en el Misal Romano anterior a 1970.
El 20 de enero de 2023 el Padre Fortea, un sacerdote católico y teólogo español especializado en demonología, doctor en Teología por el Pontificio Ateneo Regina Apostolorum de Roma, escribió que "El gran honor de Valtorta es su obra. Y ese honor ya está por encima de cualquier acción de los hombres. La obra resplandece con una luz incontestable. Su innegable fulgor hace que cada año más y más almas se acerquen curiosas, lean y caigan de rodillas exclamando extasiados: El dedo de Dios está aquí." 

### Imprimatur
En 2002 El poema del hombre Dios recibió el imprimatur del obispo Danylak, aunque explicó que esto no necesariamente transmite las opiniones o convicciones del censor delegado / teólogo que da su Nihil Obstat, o del obispo, que le concedió permiso para imprimir el libro. Bajo el Canon 824 § 1 "A menos que se disponga otra cosa, el Ordinario local cuyo permiso o aprobación para publicar un libro sea buscado de acuerdo con los cánones de este título, es el Ordinario local propio del autor, o el Ordinario del lugar en el que se publica el libro ". En defensa de proporcionar lo que él llamó su "imprimatur" para El poema del hombre Dios, el obispo Romano Danylak recordó Juan 8: 7. 
Con ocasión del 50 aniversario de la muerte de María Valtorta el 12 de octubre de 2011, se inició una petición para pedir a la Congregación para la Doctrina de la fe que el Vaticano que promueva activamente la obra de Valtorta. Los días 12 y 15 de octubre de 2011 se celebraron misas en memoria de María Valtorta en la Basílica de la Santissima Annunziata en Florencia, donde se presentaron lectores Valtorta de todo el mundo.

### Testimonios y comentarios
- Testimonio desde la ciencia: el doctor Vittorio Tredici, geólogo y mineralogista, Italia (1952):

"Quiero subrayar la precisión inexplicable del conocimiento del autor en cuanto a Palestina en sus aspectos panorámicos, topográficos, geológicos y mineralógicos." 
- Testimonio desde la historia: Jean Aulagnier, reconocido especialista en calendarios de la Antigüedad, escribió en 1995 un libro sobre la obra de Valtorta:

"Habiendo establecido una cronología científica de todos los eventos y ocurrencias en la obra de María Valtorta, yo solo puedo decir que continúa siendo inexplicable de otra forma fuera de intervención divina". 
- Testimonios desde la teología y la Biblia: arzobispo Alfonso Carinci, Secretario de la Congregación de Ritos Sagrados (1946):

"No hay nada contrario al Evangelio. Más bien, este trabajo es un buen complemento al Evangelio; contribuye a una mejor comprensión de su significado". 
- Padre Agostino Bea S. J., rector del Instituto Bíblico Pontificio y consejero al Santo Oficio, 1952 (después fue cardenal), director espiritual del papa Pío XII:

"He leído en manuscrito mecanografiado muchos de los libros escritos por María Valtorta... En cuanto a exégesis, no encontré ningún error en las partes que yo examiné".
- Padre Gabriel Allegre, reconocido traductor de la Biblia al Chino, Macao/Hong Kong (1970):

"El dedo de Dios está aquí. En cuanto a justificación teológica para un libro tan convincente, tan carismático, tan extraordinario, aun desde el punto de vista meramente humano, como lo es "El Evangelio como me ha sido revelado" de María Valtorta, encuéntrelo en la Primera Epístola de San Pablo a los Corintios 14,6" 
- Padre Dreyfus, de la Escuela Francesa de Biblia y Arqueología, Jerusalén  (1986):

"Yo estuve grandemente impresionado al encontrar en la obra de María Valtorta los nombres de seis o siete pueblos que están ausentes del Antiguo y Nuevo Testamento. Estos nombres solo son conocidos por unos pocos especialistas, y por medio de fuentes fuera de la Biblia... [...] Ahora, ¿cómo pudo ella saber esos nombres, sino por las revelaciones que ella dijo tener?'

## Menciones en otras visiones reportadas
Se dice que dos visionarias (Vicka Ivankovic y Marija Pavlovic), de las supuestas apariciones marianas de Medjugorje (aún en estudio por la Iglesia), mencionaron como verdadero 
el libro El Poema del Hombre.[cita requerida]
Sin embargo, Philip Pavich, OFM, un sacerdote franciscano croata estadounidense en Medjugorje, envió una carta circular a los aficionados de Medjugorje, cuestionando las supuestas visiones de María Valtorta y el libro subsiguiente.
El trabajo de María Valtorta también se menciona en los escritos de Ottavio Michelini, sacerdote de la diócesis de Carpi, quien relató una serie de dictados y visiones que le dieron Jesucristo y la Virgen María de 1975 a 1979, ello en la obra "Confidencias de Jesús a un sacerdote" donde Él se reconoce como autor de dichas obras y evidencia las rabiosas reacciones del diablo, que se han mostrado en la deslegitimación de la Obra de Valtorta.

## Libros
- El Evangelio como me fue revelado , 2001, ISBN 88-7987-100-5
- El poema del hombre Dios ISBN 99926-45-57-1
- Lecciones sobre la Epístola de Pablo a los romanos ISBN 88-7987-310-9
- El libro de Azarías ISBN 88-7987-013-0
- Los cuadernos 1943 ISBN 88-7987-033-7
- Los cuadernos 1944 ISBN 88-7987-092-4
- Los cuadernos 1945-1950 ISBN 88-7987-088-2
- Autobiografía ISBN 88-7987-068-8